# Neospintharus baboquivari
Neospintharus baboquivari là một loài nhện trong họ Theridiidae.
Loài này thuộc chi Neospintharus. Neospintharus baboquivari được H. Exline & Herbert Walter Levi miêu tả năm 1962.